# Remy Schrijnen
Remy Schrijnen (* 24. Dezember 1921 in Kumtich, Flämisch-Brabant; † 27. Juli 2006 in Hagen, Nordrhein-Westfalen) war ein Freiwilliger der Waffen-SS und einer von vier Belgiern, die mit dem Ritterkreuz des Eisernen Kreuzes ausgezeichnet wurden.

## Kriegseinsatz
Remy Schrijnen wurde am 24. Dezember 1921 in Kumtich, einem Ort nahe der flämischen Stadt Tienen, in Belgien geboren und wurde Mitglied im Vlaams Nationaal Verbond (VNV). Er trat als Freiwilliger in die Legion Flandern, der späteren 27. SS-Freiwilligen-Panzergrenadierdivision Langemarck ein und wurde dort Richtschütze einer 7,5-cm-PaK 40 in der 3. Kompanie. Am 25. Mai 1944 wurde er für den Abschuss zweier sowjetischer T-34 während der Leningrader Blockade mit dem Eisernen Kreuz 2. Klasse ausgezeichnet. Während der Schlacht um den Brückenkopf von Narva begann am 26. Juni 1944 eine sowjetische Großoffensive, in der es Schrijnen gelang, innerhalb kürzester Zeit sechs Panzer abzuschießen. Am vierten Tag der Großoffensive wurde seine Geschützbedienung durch einen Volltreffer ausgeschaltet, die überlebenden Grenadiere zogen sich zurück, wie es auch Schrijnen befohlen bekam. Dieser blieb jedoch in seiner Stellung und stellte sich der angreifenden Infanterie und den Panzern entgegen. Obwohl bereits unter eigenem Artilleriefeuer liegend, konnte er noch drei Stalin-Panzer und vier T-34 vernichten sowie drei weitere Panzerfahrzeuge außer Gefecht setzen, ehe er verwundet bei einem deutschen Gegenstoß geborgen wurde. Für seine Kampferfolge bei Narva wurde er am 3. August 1944 mit dem Eisernen Kreuz 1. Klasse ausgezeichnet und zum Ritterkreuz vorgeschlagen, das er am 21. September 1944 verliehen bekam. Außerdem wurde er zum SS-Unterscharführer befördert. 
Während des Krieges erhielt er außerdem das Infanterie-Sturmabzeichen und für acht Verwundungen das Verwundetenabzeichen in Gold. Zu seinen weiteren Auszeichnungen gehörten das Tollnaere Gedächtnisabzeichen und das Goldene VNV-Parteiabzeichen.
Nach dem Krieg kam er in belgische Haft, aus der er erst im Januar 1955 entlassen wurde. Daraufhin kehrte Schrijnen seiner Heimat den Rücken und zog mit seiner Ehefrau nach Deutschland, wo er am 27. Juli 2006 in Hagen verstarb.